# Околишта
Околишта (серб. Околишта / Okolišta) — село в общине Вишеград Республики Сербской Боснии и Герцеговины. Население составляет 144 человека по переписи 2013 года.